# Élections législatives de 1795 dans la Mayenne
Les élections législatives françaises de 1795 se déroulent du 12 au 21 octobre 1795. Dans la Mayenne, neuf députés – cinq au Conseil des Anciens et quatre au Conseil des Cinq-Cents – sont à élire dans le cadre d'un scrutin plurinominal majoritaire.

## Mode de scrutin
Le décret du 13 fructidor an III (11 septembre 1795) demande aux assemblées d'électeurs – réunies au chef-lieu de département et composées de grands électeurs élus par les électeurs actifs – de fournir pour chaque département, successivement :
- une liste principale, d'un nombre correspondant aux deux tiers des membres qu'elle doit fournir, en les choisissant soit dans la députation actuelle de leur département, soit parmi tous les autres membres de la convention (sauf ceux décrétés d'accusation ou d'arrestation);
- une liste supplémentaire de membres pris également sur la totalité de la Convention, d'un nombre triple de la première liste;
- enfin, une liste pour le dernier tiers à élire, pris soit sur les membres de la Convention, soit au-dehors.

La loi portant convocation des assemblées électorales du 1er vendémiaire an IV (13 septembre 1795) dispose que, pour le département de la Mayenne :
- la liste principale comportera 5 membres ;
- la liste complémentaire comportera 15 membres ;
- la liste du nouveau tiers comportera 3 membres.

Enfin, par exception à la Constitution de l'an III, la dernière séance de la Convention nationale du 27 octobre 1795 a pour objet le tirage au sort des 250 députés élus qui siégeront au Conseil des Anciens, les autres se trouvant de facto au Conseil des Cinq-Cents.

## Élus

### Élus au Conseil des Anciens
| Député élu ou réélu               |  | Parti       |
| --------------------------------- |  | ----------- |
| Yves-Marie Destriché              |  | Clichyens   |
| Michel-René Maupetit              |  | Clichyens   |
| Louis-François-Laurent Segrétain  |  | Clichyens   |
| René-François Plaichard Choltière |  | Clichyens   |
| René-Augustin Lair-Lamotte        |  | Montagnards |

- Le 13 fructidor (30 août) on tira au sort les conventionnels à maintenir ; Plaichard n'en fut point ; mais comme le total des députés élus n'atteignit pas le taux voulu, on reprit cent quatre législateurs au sein de la Convention : Plaichard fut du nombre le 4 brumaire an IV (26 octobre 1795) ; le lendemain, 5 brumaire, il était affecté par le sort au Conseil des Anciens.

### Élus au Conseil des Cinq-Cents
| Député élu ou réélu               |  | Parti         | Votants |
| --------------------------------- |  | ------------- | ------- |
| Pierre-Pomponne-Amédée Pocholle*  |  |               |         |
| Jacques-François Bissy            |  | Thermidoriens |         |
| Noël-Gabriel-Luce Villar*         |  | Clichyens     |         |
| François Serveau-Touchevalier     |  | Clichyens     | 73      |
| Mathurin Enjubault                |  | Thermidoriens | 93      |
| Edmond Louis Alexis Dubois-Crancé |  | Thermidoriens |         |
|                                   |  | Total         | 146     |

* Le nombre de conventionnels désignés par le collège électoral de la Mayenne étant insuffisant, la Convention nationale, réunie en collège électoral de France, désigne Noël-Gabriel-Luce Villar comme représentant du département au conseil des Cinq Cents.

## Résultats

### Résultats globaux
En gras, les députés représentant la Mayenne au Conseil des Anciens et au Conseil des Cinq-Cents après les élections de 1795

#### Liste principale
1. Mathurin Enjubault,
2. François Serveau-Touchevalier,
3. Jacques-François Bissy,
4. Yves-Marie Destriché,
5. François-Antoine Boissy d'Anglas,

#### Liste supplémentaire
1. Lazare Carnot, d'Angers,
2. Paul Barras,
3. Pierre Louis Bentabole,
4. Lazare Carnot,
5. Louis-Marie de La Révellière-Lépeaux,
6. Denis-Toussaint Lesage,
7. Pierre Charles Louis Baudin,
8. Marie-Joseph Chénier,
9. Charles Duval,
10. Edmond Louis Alexis Dubois-Crancé,
11. Jean-Denis Lanjuinais,
12. Hardy,
13. Defermon,
14. Pierre Henry-Larivière,
15. Jacques Garnier dit Garnier de Saintes, et Pierre-Pomponne-Amédée Pocholle - à égalité de voix.

La liste supplémentaire porte un membre de plus, par la suite de l'égalité des voix obtenues par deux candidats.Lors des élections au Conseil des Cinq-Cents, le département de la Mayenne donna la majorité à Pocholle ; mais il céda la place à un collègue plus âgé que lui.

#### Députés du nouveau tiers
1. Louis-François-Laurent Segrétain, président du corps électoral,
2. Constantin François Volney, ci-devant instituteur aux écoles communales,
3. Michel-René Maupetit, administrateur du district de Mayenne.

Volney, élu en Mayenne et en Maine-et-Loire n'est pas apparu au Conseil. Ce siège vacant par option a été attribué au Conseil des Cinq-Cents.